# Estação Mercadão de Madureira (BRT Rio)
A Estação Mercadão do BRT TransCarioca é uma parada localizada no bairro de Madureira, no município do Rio de Janeiro.

## Serviços existentes e horário de funcionamento
Segundo o site oficial da administradora do BRT, existem as seguintes linhas (serviços) que atendem a estação:
- Madureira - Penha (Parador): 24 horas por dia (de segunda à domingo)
- Alvorada - Fundão (Parador): das 23h às 5h (de segunda a sábado) e 24 horas (domingos)
- Alvorada - Fundão (Expresso): das 5h às 23h (de segunda a domingo)